# 初山 (川崎市)
初山（はつやま）は、神奈川県川崎市宮前区の町名。現行行政地名は初山1丁目及び初山2丁目。住居表示実施済区域。面積は0.987km²。

## 地理
宮前区の北部に位置し、平瀬川が流れている。北部には生田緑地の一部として川崎市が運営する「川崎国際生田緑地ゴルフ場」が所在し、南部には住宅地が広がっているが、一部では地図混乱地域が発生した。
初山の北部では多摩区の枡形・東生田と、東部では平・白幡台・南平台と接している。南部では犬蔵と、南部から西部にかけては菅生と接している（特記のない町名は宮前区所属）。

### 面積
面積は以下の通りである。
| 丁目      | 面積（km²） |
| --------- | ----------- |
| 初山1丁目 | 0.726       |
| 初山2丁目 | 0.260       |
| 計        | 0.987       |

### 地価
住宅地の地価は、2025年（令和7年）1月1日の公示地価によれば、初山2-18-14-3の地点で18万8000円/m²となっている。

## 歴史
当地には1275年（建治元年）開基と伝わる初香山本遠寺があり、幼稚園や川崎市初の私立図書館も設置されている。また、「初山の獅子舞」が伝わり、当地に所在した八幡社に奉納されていたが、明治末期に菅生神社に合祀されて以降、そちらに奉納されるようになった。これは現代も続いており、2001年（平成13年）には神奈川県の無形民俗文化財に指定されている。

### 地名の由来
年の始めに山仕事を始める際の神事である「初山入り」に由来するものとも考えられているが、正確なところは不明である。

### 沿革
- 1275年（建治元年） - 本遠寺の開基と伝わる。
- 江戸時代 - 下菅生村の一部に属する。
- 1874年（明治7年） - 大区小区制により、当地は第5大区第6小区に属する。
- 1889年（明治22年） - 町村制施行にあわせ、菅生村など4村が合併して向丘村が成立。当地は向丘村大字菅生の一部となる。
- 1910年（明治43年） - 当地に所在した八幡社が菅生神社に合祀される[12]。
- 1938年（昭和13年） - 向丘村が川崎市に編入。川崎市菅生の一部となる。
- 1951年（昭和26年） - 軍用地が解放され、大字向ケ丘となる。
- 1972年（昭和47年） - 川崎市が政令指定都市へ移行。高津区菅生・向ケ丘の各一部となる。
- 1982年（昭和57年） - 高津区から宮前区が分区。当地は宮前区菅生・向ケ丘の各一部となる。
- 1986年（昭和61年） - 住居表示の実施により、菅生・向ケ丘の各一部をもって宮前区初山一丁目・二丁目が成立。
- 1996年（平成8年） - 向ヶ丘地区の更正登記完了。同地区の地図混乱状態が解消する[13]。

### 町域の新旧対照
初山が住居表示を施行する前の字は、以下のようになっていた。
| 現町丁    | 住居表示施行前の字                                                                     |
| --------- | -------------------------------------------------------------------------------------- |
| 初山1丁目 | 菅生字滝沢、菅生字初山、菅生字中村、菅生字長沢の各一部                                 |
| 初山2丁目 | 菅生字滝沢、菅生字初山、菅生字中村、向ケ丘字菅生、向ケ丘字南平、向ケ丘字南菅生の各一部 |

## 世帯数と人口
2025年（令和7年）6月30日現在（川崎市発表）の世帯数と人口は以下の通りである。
| 丁目      | 世帯数    | 人口    |
| --------- | --------- | ------- |
| 初山1丁目 | 964世帯   | 2,123人 |
| 初山2丁目 | 1,280世帯 | 2,753人 |
| 計        | 2,244世帯 | 4,876人 |

### 人口の推移

人口推移のグラフ

初山の人口は、以下の表のように推移している。
| 年                 | 基準日  | 初山1丁目 | 初山2丁目 | 合計 | 人口基準 | 出典   |
| ------------------ | ------- | --------- | --------- | ---- | -------- | ------ |
| 1987年（昭和62年） | 4月1日  | 1589      | 3288      | 4877 | 推計人口 | [ 15 ] |
| 1988年（昭和63年） | 10月1日 | 1614      | 3205      | 4819 | 推計人口 | [ 16 ] |
| 1989年（平成元年） | 10月1日 | 1641      | 3199      | 4840 | 推計人口 | [ 16 ] |
| 1990年（平成2年）  | 10月1日 | 1677      | 3072      | 4749 | 国勢調査 | [ 16 ] |
| 1991年（平成3年）  | 10月1日 | 1674      | 3027      | 4701 | 推計人口 | [ 16 ] |
| 1992年（平成4年）  | 10月1日 | 1701      | 2923      | 4624 | 推計人口 | [ 16 ] |
| 1993年（平成5年）  | 10月1日 | 1768      | 2888      | 4656 | 推計人口 | [ 17 ] |
| 1994年（平成6年）  | 10月1日 | 1736      | 2888      | 4624 | 推計人口 | [ 17 ] |
| 1995年（平成7年）  | 10月1日 | 1752      | 2893      | 4645 | 国勢調査 | [ 17 ] |
| 1996年（平成8年）  | 10月1日 | 1834      | 3027      | 4861 | 登録人口 | [ 17 ] |
| 1997年（平成9年）  | 10月1日 | 1855      | 3218      | 5073 | 登録人口 | [ 17 ] |
| 1998年（平成10年） | 10月1日 | 1912      | 3279      | 5191 | 登録人口 | [ 18 ] |
| 1999年（平成11年） | 10月1日 | 1954      | 3262      | 5216 | 登録人口 | [ 19 ] |
| 2000年（平成12年） | 10月1日 | 2000      | 3255      | 5255 | 登録人口 | [ 20 ] |
| 2001年（平成13年） | 10月1日 | 1994      | 3208      | 5202 | 登録人口 | [ 21 ] |
| 2002年（平成14年） | 10月1日 | 2070      | 3145      | 5215 | 登録人口 | [ 22 ] |
| 2003年（平成15年） | 10月1日 | 2205      | 3170      | 5375 | 登録人口 | [ 23 ] |
| 2004年（平成16年） | 10月1日 | 2214      | 3232      | 5446 | 登録人口 | [ 24 ] |
| 2005年（平成17年） | 9月30日 | 2173      | 3184      | 5357 | 登録人口 | [ 25 ] |
| 2006年（平成18年） | 9月30日 | 2192      | 3115      | 5307 | 登録人口 | [ 26 ] |
| 2007年（平成19年） | 9月30日 | 2225      | 3123      | 5348 | 登録人口 | [ 27 ] |
| 2008年（平成20年） | 9月30日 | 2239      | 3062      | 5301 | 登録人口 | [ 28 ] |
| 2009年（平成21年） | 9月30日 | 2221      | 3103      | 5324 | 登録人口 | [ 29 ] |
| 2010年（平成22年） | 9月30日 | 2240      | 3001      | 5241 | 登録人口 | [ 30 ] |

### 人口の変遷
国勢調査による人口の推移。
| 年                 | 人口  |
| ------------------ | ----- |
| 1995年（平成7年）  | 4,645 |
| 2000年（平成12年） | 5,112 |
| 2005年（平成17年） | 5,233 |
| 2010年（平成22年） | 5,095 |
| 2015年（平成27年） | 4,970 |
| 2020年（令和2年）  | 4,872 |

### 世帯数の変遷
国勢調査による世帯数の推移。
| 年                 | 世帯数 |
| ------------------ | ------ |
| 1995年（平成7年）  | 1,645  |
| 2000年（平成12年） | 1,894  |
| 2005年（平成17年） | 1,990  |
| 2010年（平成22年） | 1,977  |
| 2015年（平成27年） | 1,989  |
| 2020年（令和2年）  | 2,020  |

## 学区
市立小・中学校に通う場合、学区は以下の通りとなる（2022年4月時点）。
| 丁目      | 番・番地等                                                     | 小学校               | 中学校             |
| --------- | -------------------------------------------------------------- | -------------------- | ------------------ |
| 初山1丁目 | 全域                                                           | 川崎市立菅生小学校   | 川崎市立菅生中学校 |
| 初山2丁目 | 1～9番9号 9番23号～10番20号 10番50号 23番1～44号 24～26番 28番 | 川崎市立菅生小学校   | 川崎市立菅生中学校 |
| 初山2丁目 | 9番10～22号 10番21～49号 10番51号～16番 23番60～63号           | 川崎市立白幡台小学校 | 川崎市立犬蔵中学校 |
| 初山2丁目 | 17～22番 23番45～47号 27番、29番                               | 川崎市立犬蔵小学校   | 川崎市立犬蔵中学校 |

## 事業所
2021年（令和3年）現在の経済センサス調査による事業所数と従業員数は以下の通りである。
| 丁目      | 事業所数  | 従業員数 |
| --------- | --------- | -------- |
| 初山1丁目 | 56事業所  | 427人    |
| 初山2丁目 | 54事業所  | 499人    |
| 計        | 110事業所 | 926人    |

### 事業者数の変遷
経済センサスによる事業所数の推移。
| 年                 | 事業者数 |
| ------------------ | -------- |
| 2016年（平成28年） | 97       |
| 2021年（令和3年）  | 110      |

### 従業員数の変遷
経済センサスによる従業員数の推移。
| 年                 | 従業員数 |
| ------------------ | -------- |
| 2016年（平成28年） | 751      |
| 2021年（令和3年）  | 926      |

## 交通

### 鉄道
当地の地下を武蔵野南線が通過しているが、同線は貨物線であり、また当地に駅など同線を利用可能な設備は設置されていない。

### バス
宮前平駅や溝口駅などと当地を結ぶ路線バスが、川崎市交通局（鷲ヶ峰営業所）によって運行されている。

## 施設
- 生田緑地 - 川崎国際生田緑地ゴルフ場
- 初香山本遠寺
  - 私立向ヶ丘図書館
  - 初山幼稚園

## その他

### 日本郵便
- 郵便番号 : 216-0026[3]（集配局 : 宮前郵便局[41]）

### 警察
町内の警察の管轄区域は以下の通りである。
| 丁目      | 番・番地等 | 警察署     | 交番・駐在所 |
| --------- | ---------- | ---------- | ------------ |
| 初山1丁目 | 全域       | 宮前警察署 | 蔵敷交番     |
| 初山2丁目 | 全域       | 宮前警察署 | 蔵敷交番     |